# Titus Herminius
Titus Herminius Aquilinus war gemäß der legendären römischen Überlieferung im Jahr 506 v. Chr. gemeinsam mit Spurius Larcius römischer Konsul. Sein Cognomen Aquilinus ist nur in den fasti consulares erwähnt. Er ist neben Lars Herminius, dem Konsul des Jahres 448 v. Chr., der einzige historische Vertreter der Gens Herminia.
Im Kampf gegen Lars Porsenna stellt die antike Geschichtsschreibung Herminius als Gefährten neben seinen Amtskollegen Larcius und den Feldherrn Horatius Cocles, mit denen er die über den Tiber nach Rom führende Pfahlbrücke (pons sublicius) verteidigt. Ebenso berichten Livius und Dionysios, dass Herminius und Larcius an einem Gefecht gegen die Etrusker teilnahmen. Über den Zeitpunkt des Kampfes sind sich die antiken Geschichtsschreiber jedoch nicht einig. Dionysios schreibt ihnen auch den Erwerb von Getreidevorräten aus der Pontinischen Ebene zu, wovon Livius jedoch nichts weiß. Sowohl Livius als auch Dionysios nennen Herminius als Legat an der Spitze eines Reitergeschwaders. Er soll in der Schlacht am Regillus-See 499 v. Chr. den latinischen Feldherrn Octavius Mamilius getötet haben und soll selbst tödlich getroffen worden sein, als er dem Unterlegenen die Rüstung abnahm. Keine dieser Informationen kann als historisch betrachtet werden.

## Anmerkung
- Friedrich Münzer: Herminius 2. In: Paulys Realencyclopädie der classischen Altertumswissenschaft (RE). Band VIII,1, Stuttgart 1912, Sp. 834.